# Miejska Biblioteka Publiczna w Bartoszycach
Miejska Biblioteka Publiczna w Bartoszycach – biblioteka założona 12 marca 1947 w Bartoszycach, w województwie warmińsko-mazurskim, pełniąca od stycznia 2002 rolę samorządowej instytucji kultury. 19 maja 2009 Biblioteka otrzymała tytuł Bibliotheca Bona 2009, przyznany przez Wojewódzką Bibliotekę Publiczną w Olsztynie – w kategorii bibliotek miejskich województwa warmińsko-mazurskiego.

## Historia
Biblioteka swoją działalność rozpoczęła w marcu 1947 jako Biblioteka Samorządowa, od października 1947 funkcjonowała jako Powiatowa Biblioteka Publiczna. W 1955 roku Bibliotekę Powiatową połączono z Biblioteką Miejską w jedną instytucję, która od 1975 roku działa już pod dzisiejszą nazwą.
Pierwsze książki do zasobu bibliotecznego trafiły jeszcze w 1947 roku z Kuratorium Okręgu Szkolnego w Olsztynie. Opatrzono je pieczęcią „Bartoszycki Powiatowy Związek Samorządowy – Wydział Powiatowy”. Pozyskiwano książki również w ramach akcji zbiórek podczas Święta Morza czy Święta Oświaty. 

## Struktura
Biblioteka składa się z Wypożyczalni dla Dorosłych, Czytelni dla Dorosłych, Mediateki oraz Działu Gromadzenia i Opracowywania Zbiorów, które działają przy ulicy Bema 23. Przy ulicy Ogrodowej 1A funkcjonuje Oddział dla Dzieci i Młodzieży z Wypożyczalnią i Czytelnią dla Dzieci.
Biblioteka ma swoje dwie filie przy ulicy Bema 40 i Witosa 5, a także trzy punkty biblioteczne – w Areszcie Śledczym, w Miejskim Ośrodku Pomocy Społecznej i w Domu Pomocy Społecznej. 

## Działalność
Biblioteka oprócz działalności statutowej, prowadzi Młodzieżowy Dyskusyjny Klub Książki „Tu czytamy”, współpracuje z Bartoszyckim Uniwersytetem Trzeciego Wieku.
W Bibliotece organizowane są spotkania z autorami książek – gościli w niej między innymi: Jacek Dehnel, Wojciech Tochman, Katarzyna Enerlich, Teresa Bratek, Tadeusz Matulewicz. Biblioteka organizuje wystawy, np. fotografii Haliny i Andrzeja Białeckich „Galicja – drewniane kościoły, cerkwie i kapliczki”, „Łotewskie wędrówki”, „Królewiec – miasto nieznane”, Waleriana Kiezika „Bartoszyce we wspomnieniach”, spotkania teatralne, konkursy poetyckie, konkursy i zabawy literackie. 

## Zbiory
W zasobach Biblioteki znajduje się około 90 tysięcy książek, ponad 400 woluminów czasopism, ponad 800 jednostek ewidencyjnych zbiorów specjalnych.
Od 2011 roku Biblioteka bierze udział w projekcie Cyfrowe Archiwa Tradycji Lokalnej. W ramach projektu zgromadzono ponad 500 materiałów archiwalnych, ponad 100 materiałów udostępniono na stronie CATL. W zasobie znajdują się między innymi nagrania wspomnień mieszkańców Bartoszyc – repatriantów z Kresów Wschodnich oraz dokumenty. Jedną z cenniejszych jest spuścizna Teresy Bratek – współzałożycielki Grupy Literackiej „Barcja”.